# 张明 (1919年)
张明（1919年—1985年），男，四川平昌人，中华人民共和国政治人物，曾任贵州省经济委员会办公室主任，贵州省物资局副局长，贵州省革命委员会副主任。